# Gian Maria Cominetti
Giovanni Maria Pietro Cominetti (Salasco, 14 dicembre 1884 – Roma, 2 settembre 1961) è stato un regista e sceneggiatore italiano, attivo in teatro e nel cinema.

## Biografia
Figlio di Antonio Cominetti e di Maria Carignano, fratello minore del pittore divisionista e scenografo Giuseppe Cominetti, iniziò la sua attività nel campo del giornalismo a Genova, dove la famiglia si era trasferita agli inizi del Novecento, per poi diventare in seguito regista teatrale per la Compagnia della commedia. Successivamente soggiornò per molto tempo a Parigi dove ebbe modo di effettuare ricerche di testi rari nella biblioteca della Comédie-Française e di rappresentarli sul palcoscenico. Infine, attorno ai primi anni '20, fece rientro a Roma per fondare la rivista di carattere letterario e artistico Le novità.
Al cinema la sua attività fu sporadica: si limitò a dirigere due versioni italiane di pellicole estere e a collaborare ad alcune sceneggiature, soprattutto con il torinese e corregionale Max Calandri. Morì a Roma all'età di 76 anni.

## Filmografia

### Regista
- Dove andiamo, signora? (1942)
- Buongiorno, Madrid! (1943)

### Sceneggiatura
- Scadenza trenta giorni, regia di Luigi Giacosi (1944)
- Il fabbro del convento, regia di Max Calandri (1945)
- Sangue a Ca' Foscari, regia di Max Calandri (1947)
- Lohengrin, regia di Max Calandri (1947)
- Il moschettiere fantasma, regia di Max Calandri (1952)
- La catena dell'odio, regia di Piero Costa (1955)
- Mai ti scorderò di Giuseppe Guarino (1956)